# Clubiona hystrix
Clubiona hystrix är en spindelart som beskrevs av Lucien Berland 1938. Clubiona hystrix ingår i släktet Clubiona och familjen säckspindlar. Inga underarter finns listade i Catalogue of Life.